# Dufourea deserticola
Dufourea deserticola är en biart som först beskrevs av Popov 1957.  Dufourea deserticola ingår i släktet solbin, och familjen vägbin. Inga underarter finns listade i Catalogue of Life.